# James Hopkins (cầu thủ bóng đá, sinh 1873)
James Hopkins (sinh năm 1873) là một cầu thủ bóng đá người Anh. Ông thường thi đấu ở vị trí inside right.  Ông sinh ra ở Manchester, thi đấu 1 trận cho Newton Heath, sau này là Manchester United, trước New Brighton Tower vào ngày 18 tháng 3 năm 1899, trước đó từng thi đấu cho Berry's Association.